# Grasshopper (raketa)

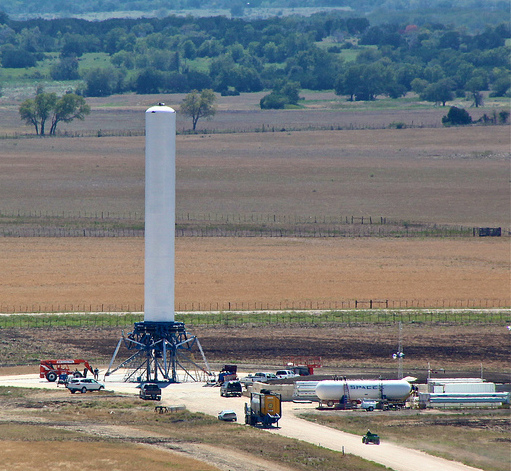
Grasshopper v1.0, září 2012

Grasshopper a Falcon 9 Reusable Development Vehicles (F9R Dev) byly experimentální technologické demonstrátory opakovaně použitelné rakety, které prováděly vertikální starty a přistání. Projekt byl financovaný ze soukromých zdrojů SpaceX bez finanční podpory státu. Vyrobeny byly dva prototypy a oba byly testovány za letu.
Grasshoper byl představen v roce 2011 a v roce 2012 začalo testování vznášení se a přistávání v malých výškách a malých rychlostech. Původní Grasshopper byl 32 metrů vysoký a v letech 2012 a 2013 vykonal osm úspěšných zkušebních letů. Druhá verze Grasshopperu byl větší a schopnější prototyp známý pod označením Falcon 9 Reusable Development Vehicle (F9R Dev, také jako F9R Dev1), který vznikl na základě Falconu 9 v1.1. Ten byl testován ve vyšších nadmořských výškách a nadzvukových rychlostech a stejně jako předchozí verze i v malých výškách. F9R Dev1 byl postaven v letech 2013-2014 a jeho první testovací let v malé výšce proběhl 17. dubna 2014. Dne 22. srpna 2014 došlo při testování v McGregoru k nehodě a prototyp byl zničen.
Testy Grasshopperu a F9R Dev byly zásadní pro vývoj opakovatelně použitelného Falconu 9 a Falconu Heavy. Ty jsou navržené pro vertikální motorické přistání prvního stupně, v případě Falconu Heavy všech tří prvních stupňů. Od září 2013 se začalo s pokusným přistáváním Falconu 9 při komerčních letech. Nejdříve se jednalo o pokusná přistání na mořskou hladinu, která přešla v pokusy o přistání na autonomní plovoucí plošinu ASDS. První úspěšné přistání prvního stupně Falconu 9 proběhlo 21. prosince 2015 při pokusu o přistání na pevnině.

## Historie

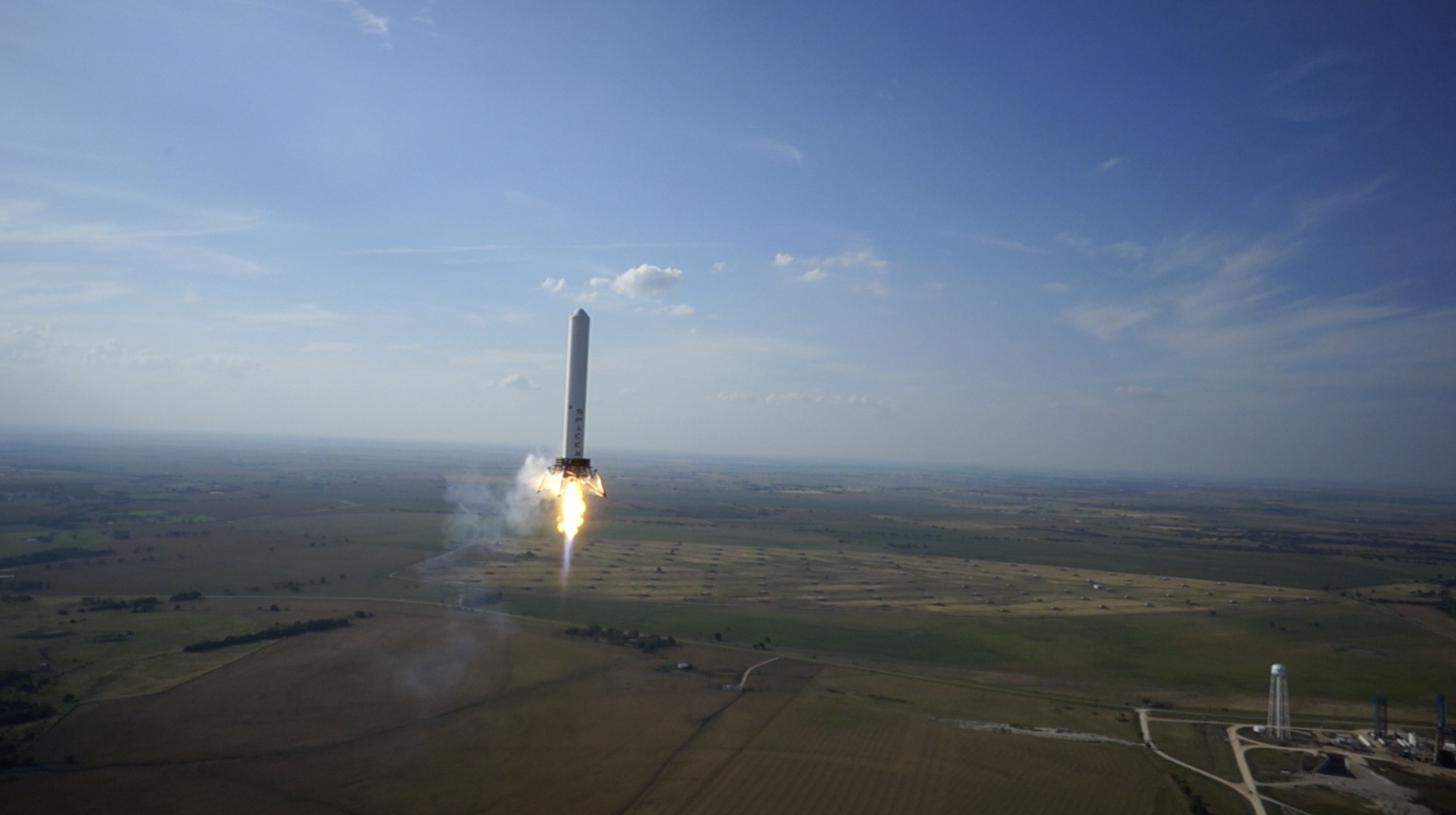
Grasshopper provádí let do výšky 325 metrů.

Grasshopper se stal veřejnosti známý ve třetím čtvrtletí roku 2011, kdy o něm poprvé napsali novináři v souvislosti s analýzou Federal Aviation Administration.
Krátce poté SpaceX potvrdila existenci testovacího zařízení s tím, že předpokládá začátek letových zkoušek v roce 2012.
Ve veřejných informacích z roku 2011 je uvedeno, že k podzvukovým testům mělo dojít v McGregoru ve třech fázích. Postupně od výšky 200 metrů a doby letu 45 sekund do výšky 3510 metrů a době letu 160 sekund. V době začátku testování se očekávalo trvání testování na tři roky a počáteční povolení FAA umožňovalo až 70 suborbitálních letů za rok. Jako součást programu byla postavena betonová odpalovací plocha o velikosti půl akru. V září 2012 SpaceX oznámila, že požádali FAA o schválení zvýšení nadmořské výšky některých prvních testovacích letů. V listopadu 2012 Elon Musk řekl: „V průběhu několika dalších měsíců budeme postupně navyšovat výšku i rychlost. ... Myslím, že po cestě asi budou nějaké krátery, budeme mít veliké štěstí, když žádné krátery nebudou. Vertikální přistávání je velmi důležitý průlom - extrémně rychlé opětovné použití.“

### Letové zkoušky Grasshopperu
Nejprve přišly zkoušky vertikálního vzletu a přistání Grasshopperu postaveného na základě prvního stupně Falconu 9 v1.0. Vykonáno bylo celkem osm zkušebních letů mezi zářím 2012 a říjnem 2013. Všech osm letů bylo na zkušebním zařízení v McGregoru.
Grasshopper začal letové zkoušky v září 2012 krátkým tří sekundovým poskočením, následované druhým v listopadu 2012, které trvalo osm sekund a bylo do výšky 5,4 metru. Třetí let se uskutečnil v prosinci 2012, prodloužen byl o vznášení se a trval 29 sekund. Grasshopper vystoupil při tomto letu do výšky 40 metrů. Osmý a poslední zkušební let proběhl 7. října 2013 do výšky 744 metru.
Podle prvotního povolení FAA byly letové zkoušky v Texasu omezeny maximální nadmořskou výškou 760 metrů.
| Test | Datum        | Dosažená výška | Délka trvaní  | Poznámky                                                                                     |
| ---- | ------------ | -------------- | ------------- | -------------------------------------------------------------------------------------------- |
| 1    | 21. 9. 2012  | 1,8 m          | 3 s           | Krátké poskočení s téměř prázdnou nádrží.                                                    |
| 2    | 1. 11. 2012  | 5,4 m          | 8 s           |                                                                                              |
| 3    | 17. 12. 2012 | 40 m           | 29 s          |                                                                                              |
| 4    | 7.3. 2013    | 80 m           | 34 s          | Přistávací poměr tahu ku hmotnosti větší než jedna.                                          |
| 5    | 17. 4. 2013  | 250 m          | 61 s [zdroj?] | Prokázání schopnosti udržet stabilitu ve větru.                                              |
| 6    | 14. 6. 2013  | 325 m          | 68 s          | Otestování nových navigačních snímačů potřebných pro přesné přistávání Falconu 9.            |
| 7    | 13. 8. 2013  | 250 m          | 60 s          | Úspěšné provedení letu, kdy se Grasshopper horizontálně vzdálil 100 metrů a potom se vrátil. |
| 8    | 7. 10. 2013  | 744 m          | 79 s          | Konečný test Grasshopperu.                                                                   |

Elon Musk uvedl, že Grasshopper by mohl přistát na zemi s přesností helikoptéry.

### Letové zkoušky F9R Dev1
Falcon 9 Reusable Development Vehicle (F9R Dev) byl zveřejněn v říjnu 2012. F9R Dev1 byl původně pojmenován, od konce roku 2012 do začátku roku 2014, jako Grasshopper v1.1. V březnu 2013 Musk řekl, že SpaceX doufala, že dosáhne hypersonické rychlosti do konce roku 2013. V březnu 2013 bylo oznámeno, že druhá verze Grasshopperu bude vyrobena z prvního stupně Falconu 9 v1.1, který byl použit pro kvalifikační testování ve Vývojovém a testovacím zařízení SpaceX.
V roce 2014 FAA povolila zvýšení výšky letů na 3000 m pro testování F9R Dev McGregoru, kde měl první Grasshopper omezení 760 metrů.
F9R Dev1 byl postaven na mnohem delším prvním stupni Falconu 9 v1.1 se zatahovacíma přistávacíma nohama.
SpaceX provedla krátké statické pozemní zkoušky 28. března 2014 a první let do výšky 250 metrů přišel 17. dubna 2014. Pátý let F9R Dev1, který proběhl 22. srpna 2014, byl jeho posledním. Anomální data se snímačů při jeho vzestupu aktivovala systém ukončení letu s následným zničením stroje. Nebyla hlášena žádná zranění a zástupce FAA byl při zkoušce přítomen. Video z nehody zveřejnila CBS a několik snímků z nehody bylo zveřejněno na sociálních sítích.
| Test | Datum       | Dosažená výška | Poznámky |
| ---- | ----------- | -------------- | --- |
| 1    | 17. 4. 2014 | 250 m          | Vznášel se, let do boku, úspěšně přistál. |
| 2    | 1. 5. 2014  | 1 000 m        | Vznášel se, let do boku, úspěšně přistál. |
| 3    | 17. 6. 2014 | 1 000 m        | První zkušební let s roštovými kormidly |
| 4    | 1. 8. 2014  |                | |
| 5    | 22. 8. 2014 |                | Zařízení explodovalo po zaznamenání anomálie, která zapříčinila odchýlení F9R Dev1 z plánované dráhy letu. Nikdo nebyl zraněn. Nehodu způsobil zablokovaný snímač, který na testovacím zařízení nebyl zálohován. Na letových kusech Falconu 9 zálohován je. |

### Zrušený F9R Dev2
V květnu 2013 bylo oznámeno, že lety do vyšších výšek a vyššími rychlostmi boudou prováděné na Spaceport America a ne na sousední White Sands Missile Range, jak bylo původně plánováno a SpaceX podepsala tříletý pronájem pozemků a zařízení kosmodromu.
V květnu 2013 začala SpaceX budovat plochu 30 na 30 metrů na Spaceport America.
Třetí testovací zařízení, F9R Dev2, mělo být původně určeno pouze pro lety do velkých výšek na Spaceport America a to do výšek až 91 kilometru. V září 2014, po zničení F9R Dev1, SpaceX změnila své plány. Takže F9R Dev2 měl létat v McGregoru do malých výšek. Počáteční povolení FAA k testování F9R Dev trvalo v McGregoru až do února 2015. Dne 19. února 2015 SpaceX oznámila, že F9R Dev2 bude zrušen.

## Popis konstrukce

### Konstrukce Grasshopperu
Grasshopper se skládal z prvního stupně Falconu 9 v1.0 s jedním motorem Merlin-1D. Byl vysoký 32 metrů a měl pevně přidělané nohy.

### Konstrukce F9R Dev1
F9R Dev1 byl postaven na prvním stupni Falconu 9 v1.1. Byl vysoký 49 metrů, takže téměř o 50 % vyšší, než původní Grasshopper. Přistávací nohy byly skládací, s teleskopickým pístem v A rámu. Celkové rozpětí noh bylo 18 metrů a hmotnost menší než 2100 kg. Systém rozkládání nohou používal stlačené helium. Nohy měli nižší hmotnost, než u prvního Grasshopperu a prostor motoru byl také jiný.
F9R Dev1 vzlétal za použití tří motorů a přistával za použití jednoho. Původní Grasshopper měl pouze jeden motor Merlin-1D.

## Testy přistání Falconu 9

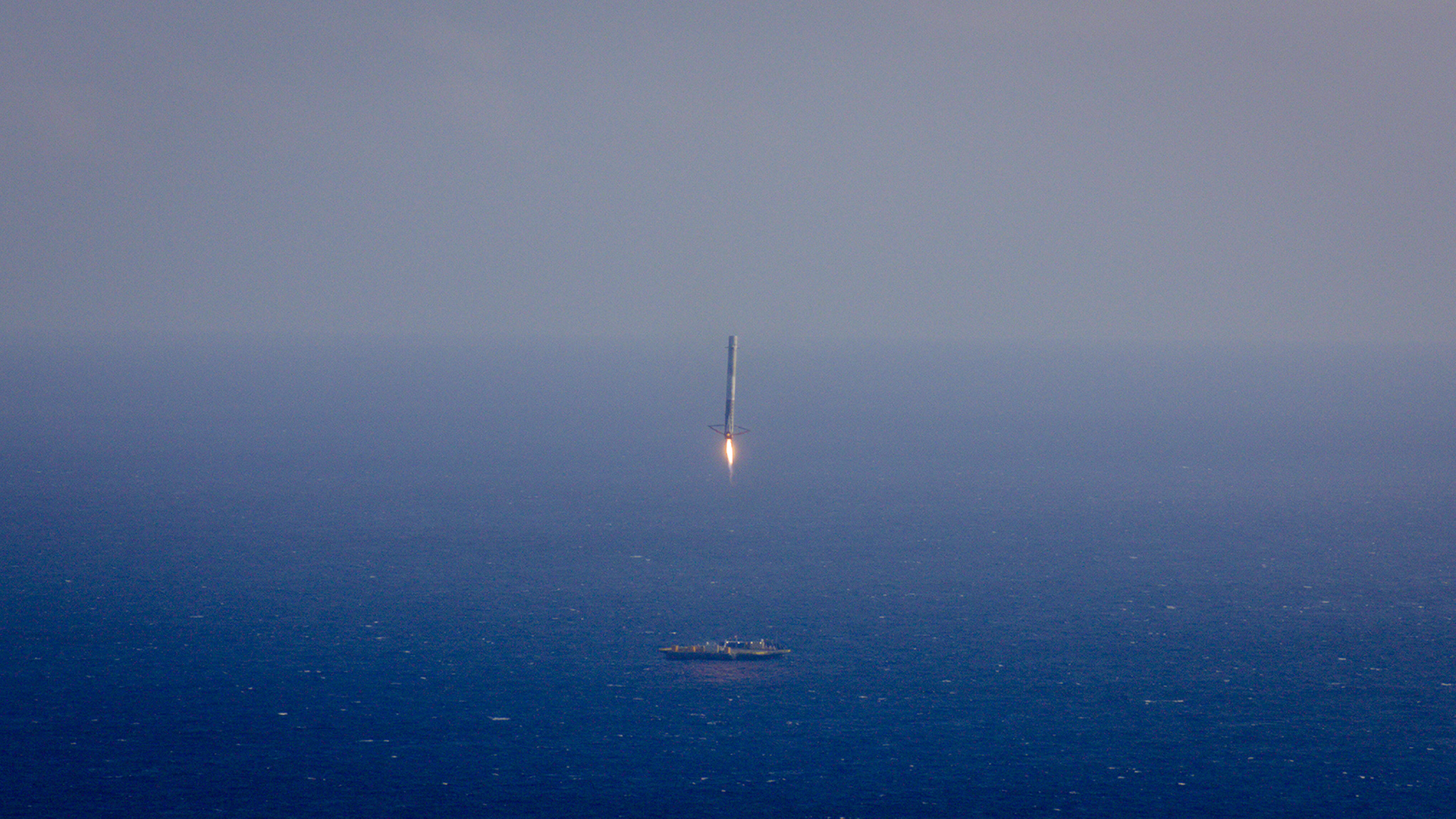
První stupeň Falconu 9 při přistání na ASDS, druhý stupeň pokračoval na oběžnou dráhu s CRS-6. Přistávací nohy jsou uprostřed rozkládání.

V roce 2013 se SpaceX přesunula k testování přistání prvního stupně v rámci komerčních misí Falconu 9. V březnu 2013 SpaceX oznámila, že počínaje prvním letem prodloužené verze Falconu 9 bude každý první stupeň vybaven pro řízený sestup. SpaceX provedla řadu pokusů o přistání na mořskou hladinu a poté i na ASDS (plovoucí plošinu). Žádný pokus nebyl zcela úspěšný.

První úspěšné přistání prvního stupně Falconu 9 se uskutečnilo 21. prosince 2015, při pokusu o přistání na pevninu, při dvacátém letu Falconu 9.

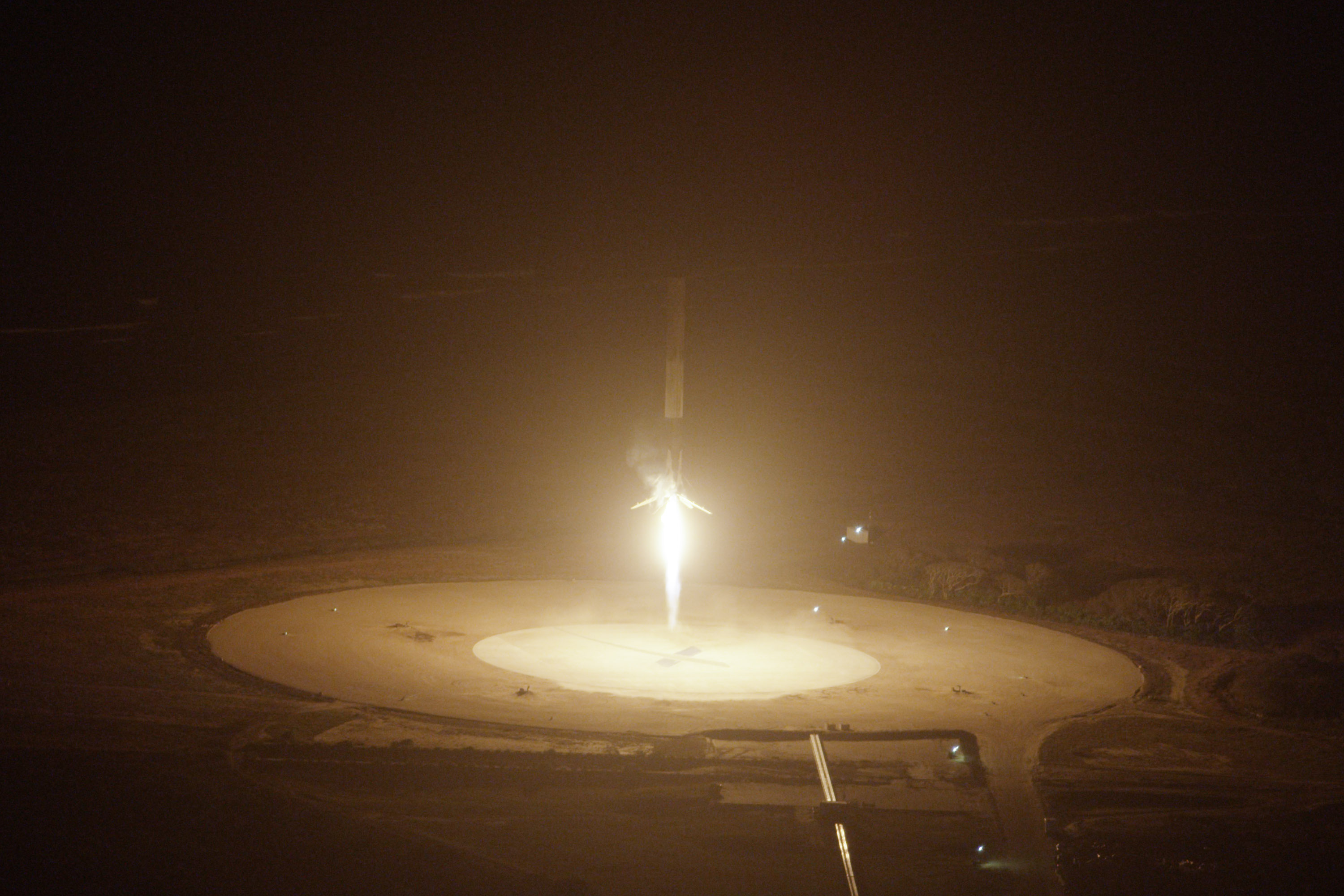
Falcon 9 bezprostředně před přistáním na přistávací zóně 1